# Титан I
Титан I (на английски: HGM-25A Titan I) е името на първата американска междуконтинентална балистична ракета от семейството Титан, конструирана и произведена от Мартин в края на 50-те години на 20 век. До 1965 г. ракетата е основен носител на ядрено оръжие в арсенала на САЩ.

## Предназначение
Титан I е междуконтинентална балистична ракета с голям радиус на действие. Има две степени с два двигателя – по един в първа и във втора степен. И двата работят с гориво RP-1 – специално рафиниран керосин, който дава по-нисък специфичен импулс от течния водород, но е много по-практичен. По-евтин е, опасността от пожар или експлозия е по-ниска, и е много по-плътен. За окислител е използван течен кислород. Малкото на брой двигатели осигуряват лесна поддръжка и надеждност на ракетата. Системата за управление е усъвършенствана инерциална, с вероятна кръгова грешка от 2,2 км. – отлично постижение за края на 50-те години на 20 век. Бойната глава е моноблокова, термоядрена с мощност 1,44 МТ. Общо са произведени 101 ракети на стойност 1,64 млрд. долара. Ракетата е на въоръжение до 1965 г. когато започва подмяната и с по – съвършени оръжейни системи.

## Оператори
Оператор на ракетата е USAF. През годините боеготовността на Титан I достига около 60 – 65% (от всички произведени ракети) и е както следва:
- 1961 – 1;
- 1962 – 62;
- 1963 – 63;
- 1964 – 56.

През 1962 – 1963 е постигнато максимално ниво на боеготовност. На постоянно бойно дежурство са 62 – 63 ракети. Те са разположени в шест авиобази на САЩ:
- 568-и Стратегически ракетен ескадрон, авиобаза Ларсън, Вашингтон;
- 569-и Стратегически ракетен ескадрон, авиобаза Маунтин Хоум, Айдахо;
- 724-ти Стратегически ракетен ескадрон, авиобаза Лоури, Колорадо;
- 725-и Стратегически ракетен ескадрон, авиобаза Лоури, Колорадо;
- 850-и Стратегически ракетен ескадрон, авиобаза Елсуърт, Южна Дакота;
- 851-ви Стратегически ракетен ескадрон, авиобаза Бийл, Калифорния.

## Спецификация

### Първа степен
- Двигател – LR-87.
- Тип – течногоривен.
- Тяга – 1900 kN.
- Специфичен импулс – 290 сек.
- Време за работа 140 сек.

### Втора степен
- Двигател – LR-91.
- Тип – течногоривен.
- Тяга – 356 kN.
- Специфичен импулс – 308 сек.
- Време за работа 155 сек.